# Beglezh
Beglezh (búlgaro: Беглѐж) es un pueblo de Bulgaria perteneciente al municipio de Pleven de la provincia de Pleven. Tiene una población estimada, a fines de 2020, de 717 habitantes.
La localidad fue fundada en el primer cuarto del siglo XVII, aunque a finales del siglo XVIII se trasladó como consecuencia de la rebelión de Osman Pazvantoğlu y de una epidemia de peste.
Su principal monumento es la iglesia ortodoxa de la Asunción, construida en 1893.
El pueblo es conocido en el país por ser el lugar de nacimiento de la cantante de ópera Ghena Dimitrova.
Se ubica en el cruce de las carreteras 3005 y 3502, unos 20 km al suroeste de la capital provincial y municipal Pleven, junto al límite con la provincia de Lovech.

## Demografía
En 2011 tenía 643 habitantes, de los cuales el 81,33% eran étnicamente búlgaros, el 9,33% turcos y el 3,73% gitanos.
Su evolución demográfica ha sido la siguiente:
| Gráfica de evolución demográfica de Beglezh entre 1934 y 2020 |
|                                                               |